# Алтунін приймає рішення
«Алтунін приймає рішення» — радянський трисерійний телефільм 1978 року, знятий режисером Олегом Ленціусом на Кіностудії ім. О. Довженка.

## Сюжет
Телефільм за мотивами романів Михайла Колесникова «Ізотопи для Алтуніна» та «Алтунін приймає рішення». Кінороман про керівника виробництва, у минулому — робітника кузні машинобудівного заводу. Фільм складається з трьох серій: «Ковалі», «Ізотопи для Алтуніна», «Перервана відпустка».

## У ролях
- Микола Мерзлікін — Сергій Павлович Алтунін
- Олександр Денисов — Петро Федорович Скатерников
- Петро Любешкін — Юрій Михайлович Самарін, начальник цеху
- Тетяна Астратьєва — Кіра Юріївна Самаріна
- Віктор Степаненко — Сухарєв, машиніст-маніпулятор, п'яниця
- Юрій Саранцев — Костянтин Петрович Силантьєв, начальник інструментального цеху
- В'ячеслав Жолобов — Олег Інокентійович Букреєв, робітник, парторг
- Валерій Панарін — Пчеляков
- Людмила Сосюра — Ніна Василівна Авденіна
- Тамара Лебедєва — Ганна Петрівна Кравченко
- Віктор Маляревич — Іващенко, робітник
- Всеволод Платов — Геннадій Олександрович Лядов
- Вітольд Успенський — Всеволод Єфремович Шугаєв, начальник бюро автоматизації та механізації
- Микола Протасенко — Анатолій Сергійович Ступаков
- Юрій Мисенков — Микола Рожков, робітник, скульптор
- Вілорій Пащенко — Носиков, робітник
- Анатолій Соколовський — Панкратов, робітник
- Олексій Стружкін — Микола Ставенко
- Н. Семенов — Клєніков, майстер
- Віктор Ахромєєв — Пудалов, економіст цеху
- Неоніла Гнеповська — мати Алтуніна
- Михайло Єзепов — Пригожин, гість Самаріної
- Маргарита Кавка — дружина Пригожина
- О. Кіцин — епізод
- Олексій Колесник — епізод
- В'ячеслав Крутюк — начальник ВК
- Микола Метла — епізод
- Олександр Мілютін — робітник
- Віктор Поліщук — Анатолій Карпович Мещеряков, професор, доктор технічних наук
- Ада Волошина — робітниця
- Валентина Стороженко — Зоя Петрівна
- Рустем Суворов — епізод
- Катерина Брондукова — епізод

## Знімальна група
- Режисер — Олег Ленціус
- Сценаристи — Володимир Сосюра, Євген Хринюк
- Оператор — Вадим Верещак
- Композитор — Євген Зубцов
- Художник — Віктор Мигулько